# 岩手県道154号江釣子停車場線
岩手県道154号江釣子停車場線（いわてけんどう154ごう えづりこていしゃじょうせん）は、岩手県北上市を通る一般県道である。

## 概要
JR東日本 江釣子駅を起点とし、北上市上江釣子の岩手県道122号夏油温泉江釣子線交点に至る。

### 路線データ
- 起点：江釣子停車場
- 終点：北上市上江釣子（岩手県道122号夏油温泉江釣子線交点）

## 地理

### 通過する自治体
- 北上市

### 交差する道路
- 岩手県道122号夏油温泉江釣子線（北上市上江釣子）

### 沿線の施設など
- JR北上線 江釣子駅

## 関連記事
- 岩手県の県道一覧